# 사농공상

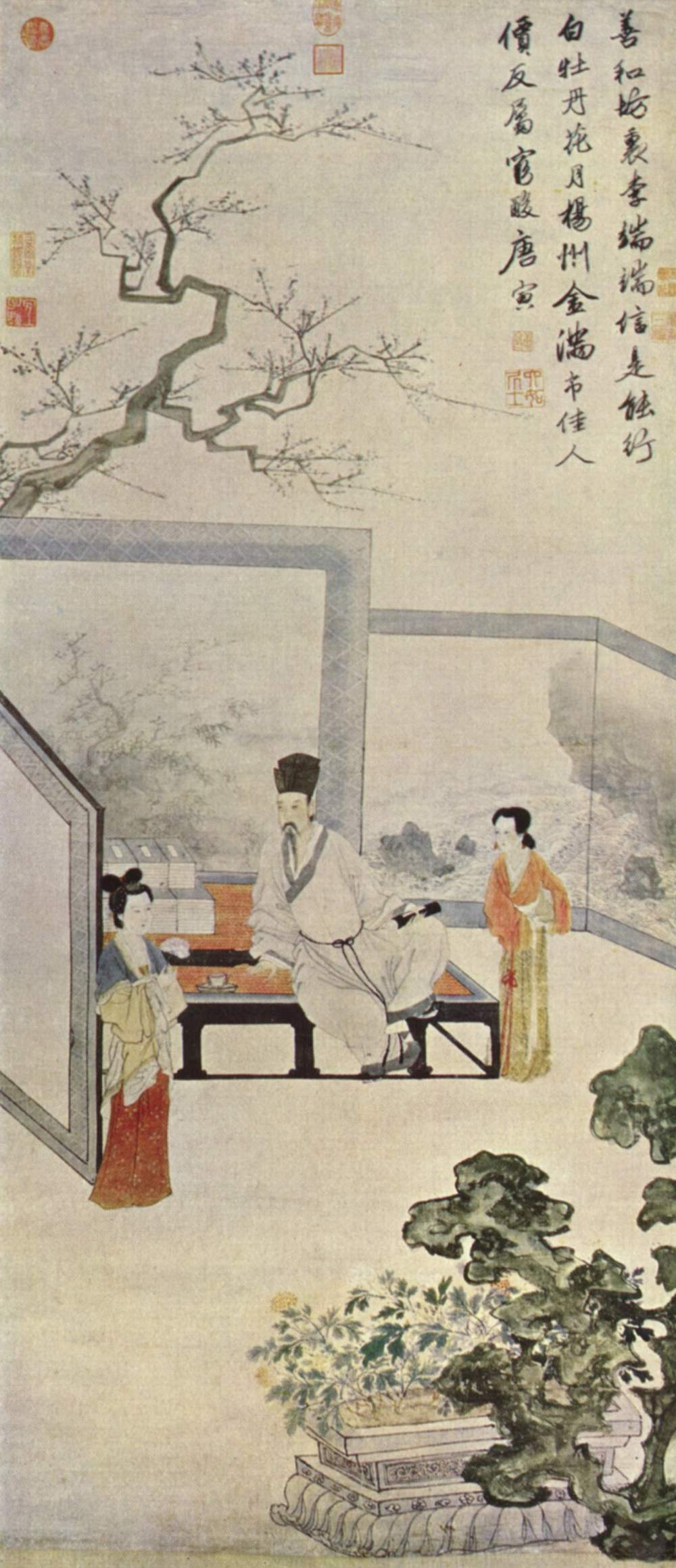
두 명의 여인과 함께 있는 사대부

사농공상(士農工商)은 동아시아의 신분 제도 중의 하나이다.

## 중국
중국은 춘추전국 시대 때 백성을 사(士, 학자), 농(農, 농민), 공(工, 장인), 상(商, 상인) 네 가지로 분류하였다.

## 조선
조선 시대의 신분 제도는 양천제였는데, 이는 백성을 양민과 천민으로 나누는 것이었다. 그러나 조선 후기로 가면서 법적인 신분 제도인 양천제 대신 반상제, 곧 양반과 상민으로 나뉘게 된다. 또한 종사하는 직업에 따라 신분을 나누기도 하였는데, 사는 문반과 무반, 농은 농민, 공은 장인, 상은 상인을 의미한다.

## 일본
일본에도 유사한 신분제도를 가지고 있었는데, 선비 대신에 사무라이가 있었으며 나머지 세 신분은 유사하다.

## 같이 보기
- 중세 사회 계급
- 양반
- 유협
- 케식
- 사무라이
- 화랑